# Lincang Airport
Lincang Airport (kinesiska: 临沧机场) är en flygplats i Kina. Den ligger i provinsen Yunnan, i den sydvästra delen av landet, omkring 310 kilometer sydväst om provinshuvudstaden Kunming. Lincang Airport ligger 1 894 meter över havet.
Runt Lincang Airport är det ganska tätbefolkat, med 116 invånare per kvadratkilometer. I omgivningarna runt Lincang Airport växer i huvudsak blandskog.
Genomsnittlig årsnederbörd är 1 316 millimeter. Den regnigaste månaden är juli, med i genomsnitt 357 mm nederbörd, och den torraste är februari, med 6 mm nederbörd.